# Anton Watson
Pour les articles homonymes, voir Anton et Watson.
Anton Michael Watson, né le 6 octobre 2000 à Coeur d'Alene dans l'Idaho, est un joueur américain de basket-ball évoluant au poste d'ailier fort et mesurant 2,02 m.

## Biographie

### Carrière universitaire
Entre 2019 et 2024, il joue pour les Bulldogs de Gonzaga à l'université Gonzaga.

### Carrière professionnelle

#### Celtics de Boston (2024-février 2025)
Le 27 juin 2024, il est sélectionné à la 54e position de la draft 2024 de la NBA par les Celtics de Boston.
En juillet 2024, il participe à la NBA Summer League 2024 de Las Vegas avec les Celtics et en août 2024, il signe un contrat two-way avec eux. Il est coupé début mars 2025.

#### Knicks de New York (depuis mars 2025)
Début mars 2025, il rebondit aux Knicks de New York via un contrat two-way.

## Palmarès

### Universitaire
- First-team All-WCC (2024)
- Washington Mr. Basketball (2019)

## Statistiques

### Universitaires
| Saison    | Équipe   | Matchs | Titul. | Min./m | % Tir | % 3pts | % LF | Rbds/m. | Pass/m. | Int/m. | Ctr/m. | Pts/m. |
| --------- | -------- | ------ | ------ | ------ | ----- | ------ | ---- | ------- | ------- | ------ | ------ | ------ |
| 2019-2020 | Gonzaga  | 15     | 5      | 14,9   | 53,8  | 11,1   | 57,1 | 3,07    | 1,53    | 1,20   | 0,53   | 4,87   |
| 2020-2021 | Gonzaga  | 32     | 17     | 18,9   | 63,1  | 15,0   | 65,0 | 3,28    | 1,19    | 1,19   | 0,62   | 6,88   |
| 2021-2022 | Gonzaga  | 32     | 0      | 18,2   | 53,8  | 22,7   | 69,8 | 4,66    | 1,88    | 1,25   | 0,34   | 7,34   |
| 2022-2023 | Gonzaga  | 37     | 33     | 29,1   | 60,8  | 33,3   | 54,8 | 6,22    | 2,38    | 1,78   | 0,68   | 11,11  |
| 2023-2024 | Gonzaga  | 35     | 35     | 34,4   | 57,8  | 41,2   | 65,3 | 7,14    | 2,57    | 1,51   | 0,66   | 14,51  |
| Carrière  | Carrière | 151    | 90     | 23,7   | 58,6  | 30,7   | 62,7 | 5,17    | 1,98    | 1,42   | 0,58   | 9,58   |